# دونسدين
دونسدين جرين أو دونسدين (Dunsden Green "Dunsden") هي قرية إلى الجنوب من أوكسفوردشاير تبعد حوالي 3 أميال (4,8 كم) شمال شرقي ريدنج في بيركشاير. 

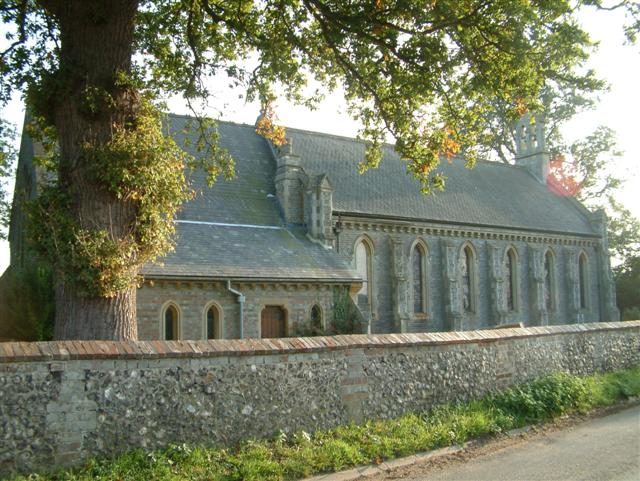
كنيسة القرية بنيت عام 1842

يعني اسم القرية باللغة الإنجليزية «وادي الرجل الذي يدعى داين».
ويوجد قريباً من القرية مقر قسيس الكنيسة الذي عاش فيه ويلفريد أوين بين أيلول 1911 وشباط 1913 حين عملاً مساعداً لقسيس الأبرشية حينها هيربرت ويجن. كما يوجد مدرسة في القرية بنيت عام 1848. .